# Patrick Crijns
Patrick Petronella Crijns (Heerlen, 25 juli 1984) is een Nederlands politicus namens de PVV. Hij was gemeenteraadslid van Landgraaf tot 15 december 2023 en is sinds 6 december 2023 lid van de Tweede Kamer der Staten-Generaal.